# Sernec
Sernec je priimek več znanih Slovencev:
- Ana Sernec (1847—1940), učiteljica, igralka, narodna delavka
- Boža Sernec-Logar (1914—1997), zdravnica pediatrinja in neonatologinja
- Dušan Sernec (1882—1952), elektrotehnik in politik
- Eza Sernec Maire (1913—1990), teniška igralka
- Gvidon Sernec, dr., starosta celjske sokolske  župe
- Janko Sernec (1834—1909), pravnik, politik, narodni buditelj in publicist
- Janko Sernec (1881—1942), pravnik, narodnoobrambni publicist
- Josip Sernec (1844—1925), gospodarstvenik in politik
- Jurij Sernec (1812—?), zdravnik
- Karin Sernec, psihiatrinja
- Marica Sernec (Podgorelec) (1886—1964), Kralj Matjaž, 1921
- Radovan Sernec, dr. elektrotehnike, telekomunikacijski razvojnik
- Saša Sernec, jezikoslovka?
- Simon Sernec (*1959), grafični oblikovalec
- Tamara Sernec, specialna pedagoginja, plesno-gibalna terapevtka
- Tatjana Sernec-Avšič (1912—2007), kemičarka
- Vladimir Sernec, dr., starosta mariborskega Sokola
- Zofika Sernec, pesnica?
- Žiga Sernec, pedopsihiater